# Paraffineverslaving
Met paraffineverslaving wordt door sommigen een huidaandoening bedoeld die zou ontstaan door het gebruik van minerale oliën op de huid.
Deze minerale olie zou ervoor zorgen dat de natuurlijke huidvetten oplossen en dat de huid geen eigen huidvetten aanmaakt. Verder zouden minerale oliën een film over de huid vormen waardoor poriën verstopt zouden raken en de zuurstofcirculatie en vochthuishouding geblokkeerd zouden raken. De dunne oliefilm zou tevens vuil aantrekken dat blijft plakken aan de huid, waardoor deze ook sneller vervuilt.
De term paraffineverslaving zou voor het eerst voorkomen in een rapport van allergoloog Theron Randolph, (ook bekend van een andere controversiële 'diagnose': multiple chemical sensitivity), waarin gewaarschuwd wordt voor het gebruik van minerale oliën.
Stoffen welke een paraffineverslaving zouden kunnen opwekken zijn: paraffine (al dan niet vloeibaar), vaseline, lanoline (wolvet).
De reguliere dermatologie stelt zich op het standpunt dat neutrale minerale oliën zoals vaseline op de huid onschadelijk zijn en bij vormen van eczeem zelfs een van de pijlers van de behandeling daarvan; ze herstellen de beschadigde barrièrefunctie van de huid enigszins. Van onderdrukking van de eigen sebumproductie is niets gebleken en dit is op theoretische gronden ook niet te verwachten: de sebumproductie vindt autonoom plaats zonder feedbackmechanisme en wordt hoogstens wat beïnvloed door sommige geslachtshormonen. Paraffineverslaving maakt derhalve nadrukkelijk geen deel uit van huidige reguliere geneeskundige inzichten.